# Zero: Fever Epilogue
Zero: Fever Epilogue – ósmy minialbum południowokoreańskiej grupy Ateez, wydany 10 grudnia 2021 roku przez wytwórnię KQ Entertainment. Płytę promowały singel „Turbulence” (k,or. 야간비행 (Turbulence)). Było to ostatnie wydawnictwo z serii „Zero: Fever”.
Minialbum ukazał się w trzech edycjach fizycznych („Turbulence”, „Diary” oraz „The Real”) i jednej cyfrowej. Sprzedał się w nakładzie 415 576 egzemplarzy w Korei Południowej (stan na luty 2022 r.) i zdobył platynowy certyfikat w kategorii albumów.

## Lista utworów
| CD  | CD                                                       | CD                                                                 | CD                                            | CD                                            | CD      |
| Nr  | Tytuł utworu                                             | Tekst                                                              | Kompozycja                                    | Aranżacja                                     | Długość |
| --- | -------------------------------------------------------- | ------------------------------------------------------------------ | --------------------------------------------- | --------------------------------------------- | ------- |
| 1.  | „Yaganbihaeng (Turbulence)” (kor. 야간비행 (Turbulence)) | Eden, Ollounder, Leez, Peperoni, Oliv, Kim Hong-joong, Song Min-gi | Eden, Ollounder, Leez, Peperoni, Oliv         | Eden, Ollounder, Leez, Peperoni, Oliv         | 3:19    |
| 2.  | „Be with You”                                            | Eden, Ollounder, Leez, Maddox, Peperoni, Oliv                      | Eden, Ollounder, Leez, Maddox, Peperoni, Oliv | Eden, Ollounder, Leez, Maddox, Peperoni, Oliv | 3:42    |
| 3.  | „The Letter”                                             | Eden, Ollounder, Leez, Peperoni, Oliv, Kim Hong-joong, Song Min-gi | Eden, Ollounder, Leez, Peperoni, Oliv         | Eden, Ollounder, Leez, Peperoni, Oliv         | 3:51    |
| 4.  | „Still Here” (Korean ver.)                               | Eden, Ollounder, Leez, HLB, Kim Hong-joong, Song Min-gi            | Eden, Ollounder, Leez                         | Ollounder                                     | 3:16    |
| 5.  | „Better” (Korean ver.)                                   | Eden, Ollounder, Leez, Buddy, Kim Hong-joong, Song Min-gi          | Eden, Ollounder, Leez, Buddy                  | Eden, Ollounder, Leez, Buddy                  | 3:35    |
| 6.  | „Meot (The Real)” (kor. 멋 (The Real) (Heung version)    | Eden, Ollounder, Leez, Peperoni, Oliv, Kim Hong-joong, Song Min-gi | Eden, Ollounder, Leez, Peperoni, Oliv         | Eden, Ollounder, Leez, Peperoni, Oliv         | 3:31    |
| 7.  | „WAVE (Overture)”                                        | Eden, Leez, Buddy, Kim Hong-joong, Song Min-gi                     | Eden, Leez, Buddy                             | Eden, Leez                                    | 1:43    |
| 8.  | „WONDERLAND (Symphony No.9 “From The Wonderland”)”       | Eden, Leez, Buddy, Ollounder, Kim Hong-joong, Song Min-gi          | Eden, Leez, Buddy, Ollounder                  | Eden, Leez, Buddy, Ollounder                  | 4:18    |
| 9.  | „Answer (Ode to Joy)” (feat. La Poem)                    | Eden, Ollounder, Leez, Kim Hong-joong, Song Min-gi                 | Eden, Ollounder, Leez, Buddy                  | Eden, Ollounder, Leez, Buddy                  | 4:27    |
| 10. | „Outro: Over the Horizon”                                | Eden, Ollounder, Leez, Maddox, Peperoni, Oliv                      | Eden, Ollounder, Leez, Maddox, Peperoni, Oliv | Eden, Ollounder, Leez, Maddox, Peperoni, Oliv | 1:42    |

## Notowania
| Lista                                       | Pozycja |
| ------------------------------------------- | ------- |
| Gaon Weekly Album Chart                     | 2       |
| Oricon Weekly Album Chart                   | 9       |
| Billboard Japan Hot Albums                  | 14      |
| Five Music (Tajwan)                         | 3       |
| Croatia International Albums (HDU)          | 19      |
| Węgry (MAHASZ)                              | 17      |
| Ultratop 200 Albums (Flandria)              | 35      |
| Ultratop 200 Albums (Walonia)               | 65      |
| Finlandia (Suomen virallinen lista)         | 12      |
| Francja (Top Albums Physiques (SNEP))       | 104     |
| Swedish Physical Albums (Sverigetopplistan) | 14      |
| Billboard 200                               | 73      |
| World Albums (Billboard)                    | 1       |